# Udamocercia arumifera
Udamocercia arumifera är en bäcksländeart som beskrevs av Aubert 1960. Udamocercia arumifera ingår i släktet Udamocercia och familjen Notonemouridae. Inga underarter finns listade i Catalogue of Life.